# 国鉄4100形蒸気機関車
4100形は、かつて日本国有鉄道の前身である鉄道省等に在籍したタンク式蒸気機関車である。

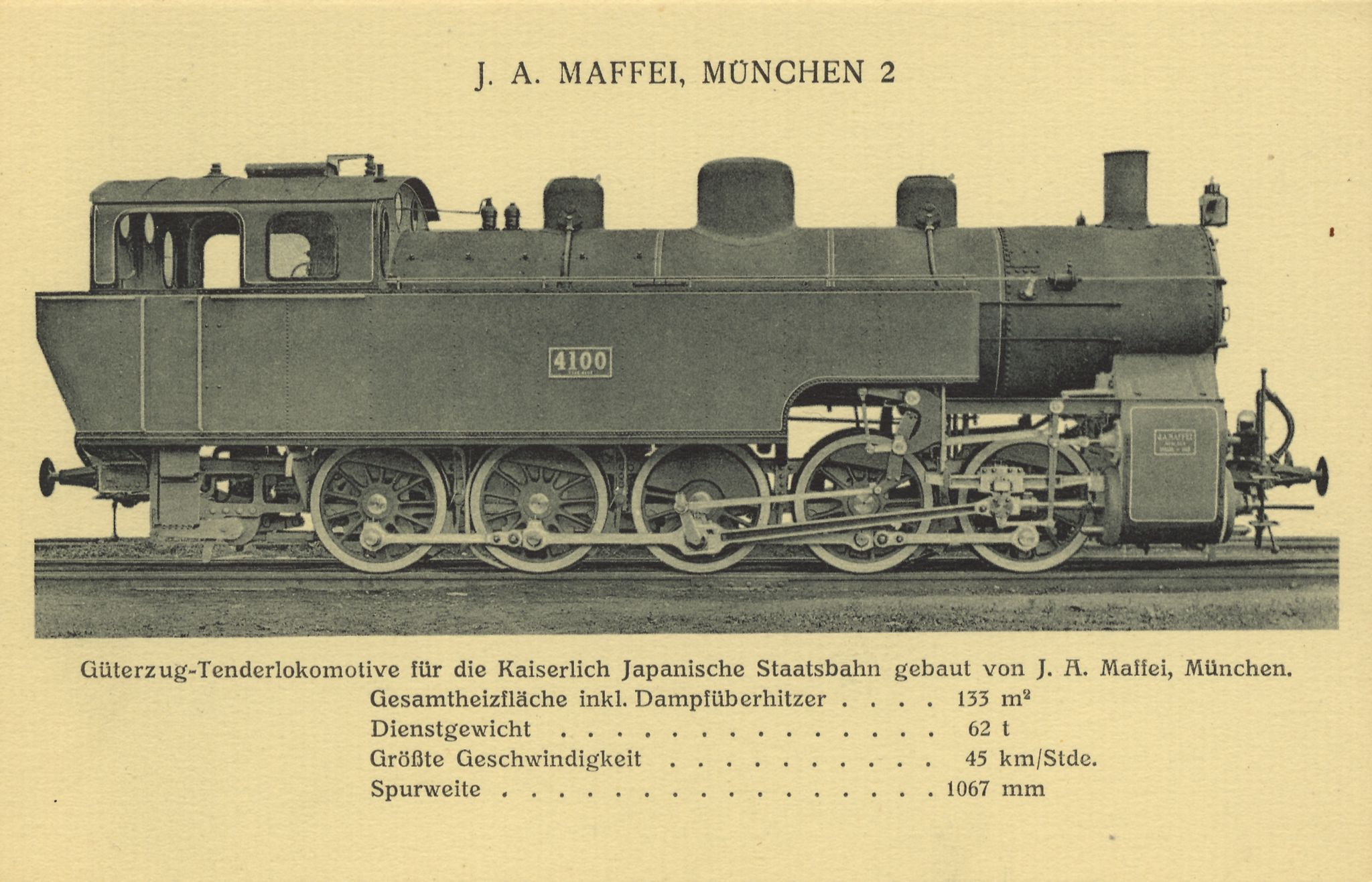
4100形のメーカー公式写真

## 誕生の経緯
奥羽本線の福島・米沢間は1899年（明治32年）に開業したが、そのうち庭坂から米沢に至る板谷峠越えの区間は、急峻な1000分の33（33‰）勾配が連続する区間であった。ラックレールを用いるアプト式軌道の信越本線碓氷峠を除けば、国有鉄道では最急レベルの勾配である。
東北地方でも新路線建設が進められていた1909年（明治42年）頃、板谷峠を越える列車の牽引機は、1905年（明治38年）にアメリカのボールドウィン社から輸入した1D型蒸気機関車9200形、1898年（明治31年）から1905年（明治38年）にかけて各国から導入されたC1型タンク機関車である2120形を主力としていた。しかし9200形を本務機、2120形を後部補機とする運用では最大で198トン（当時の貨車約18両分）、日露戦争後の輸送需要増大に合わせて行われることとなった9200形の重連でも246トンを牽引するのが限界であり、牽引力や制動力の不足から33 ‰勾配上で空転、逆走して死傷事故を起こしたことから急勾配区間に見合ったより高性能の蒸気機関車が求められていた 。
この要望に応えて1910年（明治43年）から計画、1912年（明治45年/大正元年）にバイエルン王国（当時）のJ.A.マッファイ社へ発注、同年中に輸入された勾配線用蒸気機関車が本形式である。本形式は、後述のように優秀な成績を示したが、そもそも国産化のためのサンプルとして輸入されたものであり、最小限の4両が製造されたに留まった。勾配線用機関車の量産は、本形式の機構を元に改設計が行われた4110形により、1914年（大正3年）から行われている。

## 構造・性能
本形式の最大の特徴は、投入線区の軌道条件で許容される最大軸重が約13 tであることから、この範囲で最大の粘着性能を確保しつつ車体長を最小とするため車軸配置が0-10-0、すなわち動輪を5軸持ち、先従輪をもたないE型機として設計されたことである。先従輪をもたないため車体重量すべてを牽引のための粘着力として有効に活用することができ、またその分車体長も縮小できた。
蒸気機関車は各車軸の横動性に制限があるため、動輪の数が増えるにつれて曲線の通過が困難になるという問題がある。このため4100形では、主動輪にあたる第3動輪をフランジレスとし、さらに第1・第5動輪について枕木方向に25 mmから30 mmの横動を許容する「ゲルスドルフ式機構」を採用、動力を伝達するサイドロッドも第1・第2動輪間と第4・第5動輪間に関節を入れて分割し、第1・第5動輪を大きく横動・上下動可能とすることでこの問題を解決した。この機構は構造が単純な割に曲線通過性能が良好で、軌道側圧の軽減や動輪フランジの偏摩耗抑制などに効果が大きく、設計当時のドイツの機関車メーカーでは標準的に採用されていたものである。また、急勾配や長い勾配を下るとき、ブレーキが加熱するのを防ぐため、ブレーキに水をまいて冷却する装置もつけられていた。
台枠には約100 mm厚の肉厚圧延鋼板からの切り抜きで作られた「棒台枠」が用いられたほか、効率の良い過熱式ボイラーが採用され、出力の割には消費炭水量も少ないなど、構造と性能の面で画期的な機関車であった。
4100形は4100 - 4103の4両（製造番号3338 - 3341）が1912年（明治45年/大正元年）にJ.A.マッファイ社ヒルシュアウ工場で製造され、船運により輸入された。
なお、このヒルシュアウ工場での4100形の完成に際しては、同時期にAEG社およびエスリンゲン社へ発注されていた信越本線用10000形電気機関車と併せて、日本から朝倉希一技師が派遣されて検収作業を行っている。
1913年（大正2年）に日本での組み立てが完了した4100形は、同年3月から早速奥羽本線と東北本線で試運転が行われた。カタログ上の出力は動輪周出力で750馬力、シリンダー牽引力は15.4 tf（重量トン）で、特に牽引力は日本の機関車としては当時最高の部類に属し、板谷峠の33 ‰勾配上において行われた牽引試験は単機で120トンから150トン、本務機・後部補機とも4100形を用いて行われた試験では均衡速度時速10マイル（約16km/h）で440トン、時速15マイル（約24 km/h）で318トンの列車を牽引するという、当時としては驚異的な性能を示した。

### 主要諸元
- 全長：11,483 mm
- 全高：3,787 mm
- 軌間：1,067 mm
- 車軸配置：0-10-0(E)
- 動輪直径：1,245 mm
- 弁装置：ワルシャート式

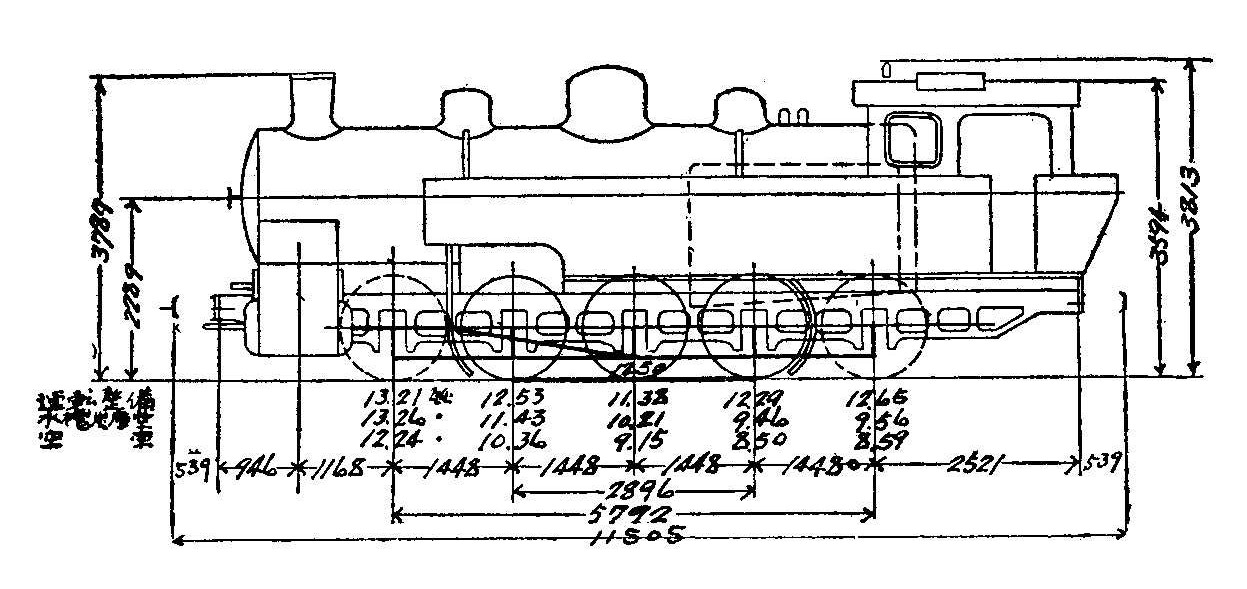
4100形の形式図

- シリンダー（直径×行程）：533 mm×610 mm
- ボイラー圧力：12.0 kg/cm²
- 火格子面積：1.86 m²
- 全伝熱面積：132.4 m²
  - 過熱伝熱面積：27.3 m²
  - 全蒸発伝熱面積：105.1 m²
    - 煙管蒸発伝熱面積：92.2 m²
    - 火室蒸発伝熱面積：12.9 m²
- ボイラー水容量：5.1 m³
- 大煙管（直径×長さ×数）：127 mm×3,200 mm×22本
- 小煙管（直径×長さ×数）：45 mm×3,200 mm×164本
- 機関車運転整備重量：62.06 t
- 機関車空車重量：48.84 t
- 機関車動輪上重量（運転整備時）：62.06 t
- 機関車動輪軸重（第1動輪上）：13.21 t
- 水タンク容量：6.3 m³
- 燃料積載量：1.78 t

## 経歴
本形式は奥羽本線の庭坂機関庫に配備され 、後に登場する国産の4110形とともに運用された。1918年（大正7年）7月には、4110形の増備により4101 - 4103が北海道に転属し、根室本線の狩勝峠や夕張線で試用されたが、1920年（大正9年）10月に庭坂に戻っている。これは、本形式の構造上、運転速度が最高で時速30マイル（48 km/h）以下と極端に低いため、他形式との併用が困難であったためと思われる。
1920年代後半以降は羽越本線や上越線などの路線が開業し、不景気の影響もあって板谷峠を通過する貨物が減少したことから本形式は全車休車となり、さらに1927年（昭和2年）の鹿児島本線ルート変更によって輸送需要の減った人吉機関庫の4110形の一部が奥羽本線に転属したため、1935年（昭和10年）に全車が廃車となった。その後1936年（昭和11年）に郡山工場において機関車ボイラーの強度研究のため実際のボイラーを使用することになり、廃車になった4100形が選ばれた。そして水圧破壊試験をおこないボイラーの変形状況の測定をした。最高圧力は40 kg/cm²であった。
廃車後の1937年（昭和12年）には、全車郡山工場で解体が行われたとされるのが定説であったが、1938年（昭和13年）に台湾の新竹駅で本形式の1両が目撃されている。公式な記録はないが、新竹市の西郊に新設された海軍飛行場（現在の新竹飛行場）への軍用専用鉄道に使用されたもので、形式番号はE43形301であったという。同年には本来のE43形（内地の4110形に相当）のうち3両（300, 301, 303）が廃車されており、そのうちの1両の番号を防諜のため再用したものであるらしい。解体が始められていたとはいえ、2両（4100, 4103）はその後も形をとどめており、この2両の部品を組み合わせて1両を再製したものと推定されている。同車は、1950年（民国39年）4月にも新竹駅で目撃されている。